# Anadîr
Coordonate: 64° 45' N 177° 29' O
Anadîr (rusă Анадырь) este capitala Districtului Autonom Ciukotka, din Districtul Federal Orientul Îndepărtat, Rusia. Este un oraș port pe coasta Mării Bering.

## Personalități născute aici
- Marina Valerievna Demeșcenko (cunoscută ca Polnalyubvi, n. 2000), cântăreață rusă.